# Teresa Ramonet i Gas
Teresa Ramonet i Gas   (València, segle XX - Buenos Aires, segle XX) fou una humanista exiliada valenciana.

## Biografia
Filla d'Ignacio Ramonet, va estudiar batxiller a la ciutat de València durant la República i la Guerra Civil. Després estudiaria la carrera de Filosofia i Lletres en els primers anys de la postguerra. Pertany al col·lectiu de dones valencianes, joves, que hagueren d'eixir d'Espanya després de la Guerra Civil, una de les «exiliades valencianes» amb inquietuds polítiques, d'ideologia d'esquerres. La guerra significà una major politització de les dones valencianes, de major incorporació a les organitzacions d'esquerres i sindicals…, i l'aparició i consolidació d'organitzacions específiques de dones: Unió de Xiques (Muchachas), Dones Lliures… L'agrupació de Dones Antifeixistes –iniciada el 1933, però consolidada el 1936 després d'esclatar la guerra–, per exemple, es nodrirà a València d'aquests col·lectius femenins republicans.
Teresa Ramonet tenia, sens dubte, inquietuds polítiques. Fou educada en un ambient d'esquerres, fet que ocasionaria el desenllaç posterior de la guerra, l'exili exterior amb la seua família. Va haver d'exiliar-se voluntàriament a Buenos Aires (Argentina) amb aquesta, a causa de la ideologia d'esquerres. Hi treballaria alguns anys a la universitat… i després ho faria a la universitat d'Ais de Provença, a França. Quan Franco mor, Teresa torna a València i reingressa en el Cos municipal d'arxius i biblioteques. També treballà alguns anys a l'Hemeroteca municipal de València. Després marxa a Madrid i, d'allà, una altra vegada a Buenos Aires amb la seua germana, on residiria amb la seua família fins a la mort.
Entre els records personals de Vicente Muñoz Suay –marit d'Amaya Puelles– sobre Teresa Ramonet, de qui era gran amiga, escriu el 15 de març de 1982: «Teresa va venir un parell de vegades la setmana passada. Una mica desmillorada. Avui ha tornat. No està bé. Satisfeta perquè la seua germana ve al maig. Angoixada perquè ve. Se’n va dijous a Madrid». D'altra banda, durant tota la vida Teresa col·laborà amb diverses revistes i periòdics. No obstant això, no va poder dedicar-se a la seua gran passió, la literatura. Exemple de la tasca periodística és un article titulat «Réquiem por una casa», en Tribuna Libre, Levante (1979), sobre la penosa situació en què es trobava la casa de Blasco Ibáñez per aquestes dates.